# Czołhazów
Czołhazów – wieś w rejonie teofipolskim, w obwodzie chmielnickim.